# Asesinato de Lindsay Buziak
Lindsay Elizabeth Buziak (2 de noviembre de 1983 - 2 de febrero de 2008) fue una agente inmobiliaria canadiense que fue asesinada en una propiedad que se encontraba en Saanich, un suburbio de Victoria, en Columbia Británica, el 2 de febrero de 2008. Las identidades de los supuestos clientes a los que estaba mostrando la propiedad -y que son los principales sospechosos de su asesinato- siguen siendo desconocidas. Su asesinato sigue sin resolverse. 

## Trasfondo y eventos que llevaron al asesinato
Lindsay Buziak nació el 2 de noviembre de 1983, hija de Jeff Buziak y Evelyn Buziak. Tenía una hermana, Sara. En 2008, Lindsay que por entonces tenía 24 años de edad, era una ambiciosa agente inmobiliaria de Victoria, que había tenido un prometedor inicio en su carrera y era descrita por su familia, amigos y colegas como alguien popular y amable. Su novio, Jason Zailo, era parte de una prominente y acaudalada familia que posee un exitoso negocio inmobiliario.
A finales de enero de 2008, Lindsay Buziak recibió una llamada de una mujer que le dijo que ella y su esposo estaban buscando comprar un hogar de forma urgente, con un presupuesto de 1 millón de dólares. Según Lindsay, la persona que llamó  tenía un acento extranjero que no pudo ubicar, sonando "un poco español pero no totalmente". Lindsay creyó que la persona que llamó  pudo haber estado fingiendo el acento para ocultar su identidad. Nerviosa por la naturaleza de la llamada, Lindsay le preguntó a la persona que llamaba cómo había obtenido su número de móvil personal, ya que ella era solamente una empleada reciente. La persona que llamaba le dijo que un cliente anterior de Lindsay se lo había dado. Sospechando de esto, Lindsay intentó contactar con dicho cliente, pero no pudo localizarlo.
Lindsay le dijo a su novio, Jason Zailo, y a su padre, Jeff Buziak, que esta llamada le había preocupado. Jason alentó a Lindsay a aceptar el cliente por la alta comisión que obtendría de la supuesta venta, y para darle confianza, Jason se ofreció esperar fuera de la propiedad en su auto por si algo salía mal. Lindsay encontró una propiedad adecuada y concertó una cita con el cliente para mostrársela a las 5:30 p. m. el sábado 2 de febrero de 2008. La clienta le dijo a Lindsay que su esposo no podría asistir a la muestra y que iría ella sola.

## Día del asesinato
El sábado 2 de febrero de 2008, Lindsay y Jason almorzaron tarde en un restaurante, pagando la factura a las 4:24 p. m. Se fueron cada uno en su propio vehículo. Se cree que Lindsay volvió a su casa para cambiarse de ropa antes de la visita. Jason fue a un taller mecánico para recoger a un colega. Jason llegaba tarde, y las cámaras de vigilancia del taller mostraron a él y a su colega saliendo a las 5:30 p. m. Jason y Lindsay intercambiaron varios mensajes de texto y Lindsay sabía que Jason iba a llegar retrasado.
La calle en la que se encuentra la casa, De Sousa Place, es un pequeño callejón sin salida que contiene cuatro casas. El número 1702 está en el extremo exterior del callejón sin salida, en la intersección de Sousa Place y la calle principal, Torquay Drive. El costado de la propiedad y la valla del jardín trasero corren de forma paralela a Torquay Drive.
A pesar de que la cliente le dijo a Lindsay que iría sola, una pareja se presentó para la visita. A las 5:30 p. m. dos testigos vieron a un hombre caucásico de 1,80 metros de altura, de pelo oscuro y a una mujer rubia de entre 35 a 45 años, con un vestido con un patrón distintivo, caminando por el callejón sin salida. Los testigos entonces vieron a Lindsay estrechar las manos de la pareja, y por el lenguaje corporal de su saludo, parecía que no los había conocido antes. Los tres entraron en la casa.
Jason y su colega arribaron al cul-de-sac cerca de las 5:40 P. m. Mientras estaban llegando a la propiedad, vieron a un hombre y una mujer saliendo de la puerta principal, estos, al verlos a ellos, se dieron vuelta inmediatamente y volvieron a entrar en la casa.
Jason estacionó fuera del lugar durante unos 10 minutos. Luego decidió volver hacia Torquay Drive y estacionar ahí, ya que no quería parecer como un "novio entrometido". Después de esperar otros 10 minutos estacionado en Torquay Drive, Jason le envió un mensaje a Lindsay para preguntarle si estaba bien. Lindsay nunca abrió este mensaje.
Después de veinte minutos de haber llegado y visto a la pareja volver a la casa, Jason fue a la puerta principal y la encontró cerrada con llave cuando intentó abrirla. A través del vidrio moteado de la puerta principal, vio los zapatos de Lindsay en el vestíbulo, pero no había señales de movimiento y nadie respondió a sus repetidos golpes en la puerta. En este punto, llamó al 911. Mientras Jason estaba en línea con el operador, su colega encontró un hueco en la valla del jardín trasero, entró en el jardín y vio que la puerta del patio trasero estaba abierta. Llamó a Jason, quien le dijo al operador que iban a entrar en la casa. Jason entonces colgó.
El amigo de Jason ingresó a la propiedad para destrabar la puerta principal y permitir el ingreso a Jason. Una vez adentro, este corrió inmediatamente arriba y halló a Lindsay tendida sobre un charco de sangre en la habitación principal. Jason volvió a llamar al 911 y los servicios de emergencia llegaron poco después.
Lindsay fue declarada muerta cuando llegaron los paramédicos. Había sido apuñalada varias veces. No había heridas defensivas, lo que indica que probablemente había sido apuñalada por detrás y no tenía idea de lo que estaba a punto de suceder. No habían robado nada a Lindsay y tampoco había sido asaltada sexualmente.

## Investigación
Jason y su colega fueron puestos bajo custodia pero fueron liberados sin cargos después de que se verificara su versión de los hechos y las grabaciones de vigilancia del taller de automóviles probaran que no pudieron haber cometido el asesinato. Según el Departamento de Policía de Saanich, Jason ha sido interrogado varias veces a lo largo de los años y siempre ha cooperado con la policía. También ha pasado la prueba del polígrafo. Sin embargo, siempre se ha negado a proporcionar una muestra de ADN.
Debido a la completa falta de ADN, huellas dactilares o cualquier otra evidencia física en la escena, se cree que el asesinato fue un golpe profesional bien organizado llevado a cabo por personas que habían matado antes. La policía está convencida de que los asesinos salían por la puerta principal cuando Jason se dirigió a la propiedad, y que luego huyeron por la puerta trasera, dejando la puerta del patio trasero abierta y pasando por la valla y volviendo a un vehículo, que presumiblemente estaba aparcado en algún lugar en o cerca de Torquay Drive. Esto es consistente con las declaraciones de los testigos que vieron a la pareja desconocida caminando (en lugar de conducir) por el callejón sin salida, y el hecho de que todos los vehículos que se encontraban en el callejón  cuando llegó la policía fueron verificados.
El teléfono móvil usado por la mujer desconocida que llamó a Lindsay había sido comprado en Vancouver varios meses antes del crimen y nunca había sido usado hasta que se realizó esa llamada. Fue activado a nombre de Paulo Rodriguez, que las autoridades creen es un nombre falso. Fue registrado bajo una dirección legítima en Vancouver, que es la dirección de una empresa, pero se cree que dicha empresa no tiene conexión con el caso y que su dirección fue simplemente elegida al azar. El teléfono fue desactivado poco después del asesinato y no ha sido usado desde entonces. Los "pings" de la torre de telefonía móvil muestran que el teléfono viajó en el ferry desde Vancouver el día antes del asesinato. Las autoridades creen que fue comprado con el único propósito del crimen y que luego fue desechado. Esto apoya la teoría de que el asesinato fue calculado y cuidadosamente planeado con antelación.
La familia de Jason Zailo fue investigada debido a sus conexiones con el callejón. La calle De Sousa lleva el nombre del promotor Joe De Sousa, amigo y socio de Shirley Zailo, la madre de Jason. Parte del callejón sin salida estaba todavía en construcción en el momento del asesinato, y el mismo De Sousa se hallaba en el lugar horas antes del crimen, supervisando los trabajos de construcción. Sin embargo, la policía declaró que nadie de la familia Zailo es sospechoso.
En septiembre de 2010, la NBC emitió un episodio de Dateline, titulado "Dream House Murder" (en Español: El Asesino de la Casa Soñada). Los detectives de la policía de Saanich, Horsley y McColl revelaron que en diciembre de 2007, unas 8 semanas antes de su asesinato, Lindsay trató de contactar con el amigo de su exnovio mientras estaba de visita en Calgary. El 22 de enero de 2008, tuvo lugar la mayor redada antidrogas en la historia de Alberta y dicho amigo fue arrestado por ser uno de los principales participantes en la operación de tráfico ilegal de drogas. Se especuló que el asesinato de Lindsay podría haber sido ordenado por un cartel de drogas al creer que ella podría ser una informante de la policía. Los detectives investigaron esta posibilidad pero fue rápidamente descartada como motivo ya que ella no era informante y además la naturaleza del crimen no encajaba con la forma de operar de un asesino a sueldo. La investigadora de escenas del crimen, Yolanda McClary y el veterano detective de homicidios, Dwayne Stanton concordaron que el crimen de Lindsay no fue un asesinato a sueldo relacionado con un cartel de la droga ya que, si bien era brutal, era demasiado amateur. Ambos investigadores experimentados declararon que creen que el asesinato de Lindsay fue muy personal y planeado por alguien muy cercano a ella; alguien que tenía acceso a información interna de la oficina de Re/Max donde ella trabajaba. 
También se investigó la especulación sobre otra redada de drogas relacionada con este grupo de personas como un vínculo con el asesinato de Lindsay. El teléfono de Jasmohan Sing Bains había sido intervenido por su alto nivel de participación en el tráfico y la venta de narcóticos ilegales en Columbia Británica y Alberta. Durante las escuchas telefónicas, las fuerzas del orden descubrieron información que condujo a las redadas de la legislatura de Columbia Británica en 2003. Los teléfonos de Lindsay y su novio de entonces también habían sido intervenidos entonces por su relación con Jasmohan. Aunque esta teoría era interesante, fue rápidamente descartada ya que nunca se pudo comprobar que Lindsay estuviera involucrada en el uso o el tráfico de drogas y no estaba dentro de la lista de testigos entregada a la defensa durante el juicio.

## Eventos posteriores
Más tarde en 2008, una amiga cercana de Lindsay, llamada Nikki, dijo haber sido despertada en medio de la noche por una llamada de un número desconocido. Como estaba medio dormida, no pudo registrar mucho de lo que la mujer que llamaba le decía, pero notó que tenía un extraño acento que ella no supo reconocer. Se asustó cuando recordó que Lindsay había reportado que su cliente (y posible asesina) tenía un acento extraño que no había podido identificar, y que ella pensó que podía ser simulado. Una vez despierta y alerta, Nikki intentó llamar al número pero nadie contestó. Llamó repetidamente " 20 o 30 veces", hasta que alguien respondió. La persona del otro lado del teléfono era Shirley Zailo. Nikki le preguntó a Shirley por qué la había llamado y cómo había obtenido su número, ya que no se conocían mutuamente. Shirley le respondió que su intención era llamar a otra Nikki, su secretaria, y que no sabía por qué ese número estaba anotado en su lista de contactos bajo el mismo nombre, pero creía que tal vez su hijo Jason debía haberlo agregado. Shirley Zailo niega rotundamente que este hecho haya sucedido y no ha sido revelado al público si las declaraciones de Nikki fueron investigadas por las autoridades.
En febrero de cada año, el padre de Lindsay, Jeff, lleva a cabo una caminata anual en memoria de Lindsay, y para mantener el caso en la vista del público.
En agosto del 2017, un mensaje fue publicado en la web lindsaybuziakmurder.com, la página de investigación perteneciente a Jeff Buziak. El mensaje, que contenía errores ortográficos, decía: "Yo maté a Lindsey [sic] y los estúpidos policías nunca lo probarán".